# Comac ARJ21
Comac ARJ21 Šjangfeng (kitajsko: 翔凤; pinjin: xiángfèng; dob.: 'Feniks') je regionalno dvomotorno potniško letalo kitajskega proizvajalca COMAC. Gre za drugo doma narejeno letalo, prvo je Šanghaj Y-10. Letalo je precej podobno Douglasu DC-9, uporabljali so namreč orodja od licenčne izdelave  McDonnell Douglas MD-80.
Pri načrtovanju so uporabljali komponente 19 glavnih zahodnih proizvajalcev

## Načrtovanje
Razvoj regionalnega letala ARJ21 je eden glavnih projektov desete petletke kitajske vlade. Začel se je marca 2012 pod vodstvom vladne agencije ACAC. Krstni let je bil sprva predviden za 2005, zgodil pa se je šele leta 2008, kar je tipično tudi za druga potniška letala.
Konzorcij ACAC je nameraval izdelati 11 letal v letu 2010 in 30 v 2015. Leta 2009 se kozorcij preoblikoval in postal del COMAC-a. 

## Tehnične specifikacije
|                      | ARJ21-700                                          | ARJ21-900                                           |
| -------------------- | -------------------------------------------------- | --------------------------------------------------- |
| Posadka              | Dva                                                | Dva                                                 |
| Število sedežev      | 90 (1-razred) 78 (2-razreda)                       | 105 (1-razred) 98 (2-razreda)                       |
| Dolžina              | 33,46 m (109 ft 9 in)                              | 36,35 m (119 ft 3 in)                               |
| Razpon krila         | 27,28 m (89 ft 6 in)                               | 27,28 m (89 ft 6 in)                                |
| Kot krila            | 25 stopinj                                         | 25 stopinj                                          |
| Višina               | 8,44 m (27 ft 8 in)                                | 8,44 m (27 ft 8 in)                                 |
| Širina kabine        | 3,143 m (10 ft 3,7 in)                             | 3,143 m (10 ft 3,7 in)                              |
| Višina kabine        | 2,03 m (6 ft 8 in)                                 | 2,03 m (6 ft 8 in)                                  |
| Širina hodnika       | 0,483 m (19,0 in)                                  | 0,483 m (19,0 in)                                   |
| Širina sedeža        | 0,455 m (17,9 in)                                  | 0,455 m (17,9 in)                                   |
| Masa praznega letala | 24.955 kg (55.016 lb)                              | 26.270 kg (57.920 lb) STD 26.770 kg (59.020 lb) ER  |
| Maks. vzletna masa   | 40.500 kg (89.300 lb) STD 43.500 kg (95.900 lb) ER | 43.616 kg (96.157 lb) STD 47.182 kg (104.019 lb) ER |
| Maks. hitrost        | Mach 0,82                                          | Mach 0,82                                           |
| Potovalna hitrost    | Mach 0,78                                          | Mach 0,78                                           |
| Vzletna razdalja     | 1.700 m (5.600 ft) STD 1.900 m (6.200 ft) ER       | 1.750 m (5.740 ft) STD 1.950 m (6.400 ft) ER        |
| Višina leta          | 11.900 m (39.000 ft)                               | 11.900 m (39.000 ft)                                |
| Motorji (2x)         | General Electric CF34-10A                          | General Electric CF34-10A                           |
| Potisk motorja       | 17057 lbf (75.870 N)                               | 18500 lbf (82.000 N)                                |

- Vir ARJ21 Series[4]